# Spheterista infaustana
Spheterista infaustana là một loài bướm đêm thuộc họ Tortricidae. Nó là loài đặc hữu của Kauai, Oahu, Molokai, Maui và Hawaii.
Ấu trùng ăn lá của Pipturus.